# راب بردل
راب هارولد برِدل (به انگلیسی: Rob Harold Bredl؛ زادهٔ ۱۸ جولای ۱۹۵۰ میلادی) مستندساز استرالیایی است که بیش‌تر با مجموعه ۵۳ قسمتی غریزه قاتل (به انگلیسی: Killer Instinct) شناخته می‌شود.

## شایعات
از آنجا که فعالیت راب بردل ارتباط با حیوانات و جانوران میباشد، در گذشته همیشه شایعات زیادی از او به گوش میرسید که توسط حیوانات درنده کشته شده است. از زمانیکه وی در شبکه های اجتماعی تقریبا روزانه برنامه اجرا میکند دیگر شاهد چنین شایعانی نیستیم.

## زندگی‌نامه
والدین راب از مهاجرین به استرالیا بودند. پدر او که پس از جنگ جهانی دوم به استرالیا مهاجرت کرد، بسیار به شیوهٔ زندگی جانوران این سرزمین به ویژه خزندگان آن علاقه‌مند شد و این موجب حضور گستردهٔ راب در جنگل‌ها و بیشه‌ها گشت. راب که فرزند دوم از یک خانوادهٔ چهار برادری است، دوران کودکی و نوجوانی‌اش را در رنمارک در جنوب استرالیا گذراند و در دوران مدرسه در یک گاوداری کار می‌کرد. مدتی از زندگی خود را نیز در بیشه‌ها و مانند یک انسان جنگلی زندگی کرد. او سپس وارد ارتش شد و مدتی در ویتنام بود، پس از بازگشت به استرالیا نیز همراه پدرش مزرعهٔ کروکدیل را راه‌اندازی کرد. او هم‌اکنون پارک جهان شگفت‌انگیز حیات وحش بردل در رنمارک را اداره می‌کند. پارک حیوانات وحشی او نیز در ساحل ایرلای قرار دارد. پروژهٔ "سیارهٔ آبی" خانوادهٔ بردل نیز یک پارک واحد حیات وحش است که ۱۷۵ هکتار از سرزمین‌های استرالیا را دربرگرفته‌است.

## مرد پابرهنه
راب بردل به مرد پابرهنهٔ جنگل معروف است. او بیش از چندین دهه است که کفش به پا نکرده و به این شیوه عادت دارد.

## فعالیت‌ها
از مهم‌ترین ساخته‌های او می‌توان مجموعه مستند غریزه قاتل، مجموعهٔ ۱۰ قسمتی شکارچیان کشنده و مجموعهٔ ۸ قسمتی مرد پابرهنه را نام برد. مجموعه‌های مستند او به بیش از ۳۶ زبان ترجمه و در بیش از ۴۵ کشور به نمایش درآمده‌اند. در ایران نیز مستند غریزه قاتل او با نام «دنیای حیوانات وحشی» از شبکهٔ ۱ پخش شده‌است.
یکی از معروف‌ترین مستندهای او، فیلم بوسیدن کروکودیل‌ها است که در شبکه‌های دیسکاوری و نشنال جئوگرافیک نیز نمایش داده شده‌است.
راب اکنون مجری و مربی برای گردشگران در ساحل ایرلای در کوئینزلند استرالیا است. در ۲۲ سپتامبر ۲۰۱۶ راب توسط یکی از کروکودیلهایی که در «پارک سیارهٔ آبی»جهت نمایش پرورش میدهد مورد حمله قرار گرفت و مجروح شد. وی توسط آمبولانس هوایی به بیمارستان منتقل شد تا برای جراحتی که به دست و پایش وارد شد تحت درمان قرار گیرد.